# アンリ・ティッセン
アンリ・ティッセン（フランス語: Henri Thyssen, 1920年7月15日 - 1945年4月20日）は、第二次世界大戦中のドイツ国防軍、次いで武装親衛隊に勤務したワロン人義勇兵。チェルカースィ＝コルスン包囲戦で戦死したSS突撃旅団「ヴァロニェン」指揮官リュシアン・リッペールSS少佐（SS-Sturmbannführer Lucien Lippert）の遺体を敵中から奪還した人物として知られる。最終階級はSS大尉(SS-Hauptsturmführer)。

## ドイツ国防軍入隊までの経歴
1920年7月15日、ベルギー王国ワロン地域圏リエージュ州リエージュのアングロー（Angleur）に生まれた。学生を経てGarde Wallonneに将校として勤務する一方、ティッセンはレオン・ドグレル（Léon Degrelle）主宰のカトリック系反共ファシズム政治団体であるレックス党（Rex）の青少年組織JL（Jeunesse Legionnaires）にも所属した。
ティッセンは身長2メートルの巨漢であり、その体格を活かしてか、レックス党主宰の各種式典の際に旗手を務めることが多かった。また、ドグレルによれば、彼のあごはフランスの喜劇俳優フェルナンデル（Fernandel）を彷彿とさせるものだったという。

## ドイツ国防軍時代
ベルギーがドイツに占領されてから1年と数ヶ月経った1941年8月8日、ソ連と戦うワロン人義勇兵部隊「ワロニー」（Légion Wallonie、後にドイツ国防軍の指揮下に置かれ第373ワロン歩兵大隊と改称）が結成され、同年10月に東部戦線へ出陣した。しかし、同部隊は翌1942年2月末にグロモヴァヤ-バルカの戦いで戦力の約半分を失う大損害を被り、新たな人員を補充する必要に迫られた。そのため、1942年3月、レックス党員やJLに所属する若者たちが新たな義勇兵としてドイツ国防軍に入隊し、東部戦線へ向かった。当時20歳のティッセンもこの時に入隊したが、それまでの人生で軍隊経験が無かったにもかかわらず、彼は陸軍少尉（Leutnant）に任官した。

## SS突撃旅団「ヴァロニェン」時代
1943年6月1日、第373ワロン歩兵大隊が武装親衛隊に移籍して旅団規模に拡張（7月3日にSS突撃旅団「ヴァロニェン」（SS-Sturmbrigade Walonien）と改称）されると、ティッセンもそれに伴って武装親衛隊へ移籍し、SS少尉（SS-Untersturmführer）となった。
1943年11月19～20日、訓練を完了し、東部戦線のチェルカースィに鉄道輸送された突撃旅団「ヴァロニェン」（約1,850名）は、翌44年2月17日までSS「ヴィーキング」師団の一部として、パルチザンやソビエト赤軍と熾烈な戦闘を繰り広げた。この時、ティッセンSS少尉は「ヴァロニェン」旅団第6（2cm 4連装対空砲）中隊の第1小隊長として戦い、様々な活躍を見せた。
そして、1944年2月13日に戦死した旅団長リュシアン・リッペールSS少佐の遺体を床下に埋葬していた丸太小屋が2月15日にソビエト赤軍の手に落ちた時、ティッセンSS少尉は志願者を引き連れて旅団長の遺体の奪還を試みた。この時の様子をドグレルは次のように述べている。
| 「 | …彼（旅団指揮官リッペールSS少佐）が斃れた場所の近くの小屋は、涙に暮れた我が兵たちが彼の埋葬を終えるまで頑強に守られていた。敵軍はこの地を奪回したが、ワロン部隊は死んだ指揮官を共産主義者の手に落とさせたくなかった。2月6日に銃弾が突き抜けた左腕から膿が流れているティッセン少尉は、志願者とともに匍匐前進し、敵軍に突撃して小屋を奪還した。そしてリッペール少佐の遺体を掘り起こし、それを運びながら敵の銃火をくぐりぬけてわれわれのところへ帰還した… | 」 |

1944年2月17日、ティッセンSS少尉を含む「ヴァロニェン」旅団の生存者638名は、チェルカースィ＝コルスン包囲戦を辛くも生き延びた。その後、ティッセンSS少尉はチェルカースィにおける戦功を認められてSS中尉（SS-Obersturmführer）に昇進し、また、4月1日から2日にかけてシャルルロワ～ブリュッセルで行われた凱旋パレードにおいて旅団の旗手を務めた。

## 第28SS義勇擲弾兵師団「ヴァロニェン」時代
旅団再編成期のティッセンSS中尉に関する情報は不明であるが、1944年10月に旅団が師団へと昇格すると、ティッセンは第28SS義勇擲弾兵師団「ヴァロニエン」対戦車大隊第2（対空砲）中隊長に就任した。
1945年2月6日、「ヴァロニェン」師団とともにポメラニア戦線へ向かったティッセンSS中尉はここでも様々な活躍を見せた。3月4日にはヴィティホウ（Wittichow）北の沼地で戦線突破をはかったソビエト赤軍部隊を少数の志願兵を率いて食い止め、3月6日にリューボウ（Lübow）で第69SS擲弾兵連隊第Ⅱ大隊が全滅した時は、ティッセン率いるグループとレオン・ジリス（Léon Gillis）SS中尉率いるグループだけが生き残った。
1945年3月12日、戦闘継続を希望し、「デリクス」戦闘団の第4中隊長に就任。3月17日から19日にかけてアルトダム（Altdamm）橋頭堡において防衛戦闘を繰り広げる。
1945年4月20日、この日ティッセンはSS大尉に昇進したが、同日の夕刻に行われたシラースドルフ（Schillersdorf）反撃作戦において敵狙撃兵によって射殺された。24歳であった。

## 勲章
- 一般突撃章（正確な受章年月日は不明であるが、1944年4月1日の凱旋パレードの時点で着用している）
- 二級鉄十字章（同上）
- 一級鉄十字章（同上）
- 白兵戦章黒（?）[5]

## 註
1. ↑  Théo Verlaine "La Légion Wallonie" p348
2. ↑  Léon Degrelle "Campaign in Russia  The Waffen SS on the Eastern Front" p177
3. ↑  Stellenbesetzungsliste der SS Freiwilligen Brigade "Wallonien"(01.06.1943 - 03.07.1943) SS Sturmbrigade "Wallonien" (03.1944 - 03.1944) 5. SS Freiwilligen Sturmbrigade "Wallonie"(01.06.1943 - 18.09.1944) http://home.arcor.de/sturmbrigade/Fuehrungspersonal/Fuehrungspersonal.htm
4. ↑  Léon Degrelle 前掲書 p201
5. ↑  Eddy de Bruyne & Marc Rikmenspoel "For Rex and for Belgium  Léon Degrelle and Walloon Political & Military Collaboration 1940-1945" p201にあるティッセンの獲得勲章には、"Close Combat Clasp in Black"と記されている。白兵戦章は金、銀、銅の3等級であって黒は存在しないため、著者がいずれかの等級の色と間違えた、あるいは戦傷章黒と間違えた可能性が高い。

## 文献
- Bruyne, Eddy de & Rikmenspoel, Marc J. For Rex and for Belgium: Léon Degrelle and Walloon Political & Military Collaboration 1940-1945.
- Degrelle, Léon. Campaign in Russia The Waffen SS on the Eastern Front.  U.K.: Crecy Books, 1985. ISBN 0-947554-04-1.
- Verlaine, Théo. La Légion Wallonie. Dorpsstraat 144, Belgium: De Krijger, 2006. ISBN 90-5868-149-1.